# Brady Corbet
Brady James Monson Corbet (Scottsdale, 17 augustus 1988) is een Amerikaans acteur, filmregisseur en scenarioschrijver die onder andere in de film Thunderbirds heeft gespeeld. Hij vertolkt de rol van Alan Tracy in die film. Ook is hij bekend van zijn rol als Mason Freeland in de film Thirteen, en die van Brian Lackey in Mysterious Skin. Verder had hij enkele gastrollen in Amerikaanse televisieseries.
In 2006 was hij te zien in de dramaserie 24 als Derek Huxley, de zoon van Jack Bauers (Kiefer Sutherland) nieuwe vriendin. Hij speelde in de eerste zes afleveringen van het 5e seizoen.

## Filmografie

### Als acteur
- 2000: The King of Queens - Stu
- 2000: NieA 7 - Alien
- 2001: I My Me! Strawberry Eggs - Yoshihiko Nishinada
- 2002: Greetings from Tucson - Brian
- 2003: Oliver Beene - Spencer
- 2003: Thirteen - Mason Freeland
- 2004: Thunderbirds - Alan Tracy
- 2005: Mysterious Skin - Brian
- 2006: 24: seizoen 5 - Dere Huxley
- 2007: Sunny & Share Love You - Jongen op straat
- 2008: Funny Games U.S. - Peter
- 2010: Two Gates of Sleep - Jack
- 2011: Martha Marcy May Marlene - Watts
- 2011: Melancholia - Tim
- 2012: Simon Killer - Simon
- 2014: Saint Laurent - Hommes D'Affaires Squibb
- 2014: The Sleepwalker - Ira
- 2014: Clouds of Sils Maria - Piers Roaldson
- 2014: Eden - Larry
- 2014: While We're Young - Kent Arlington

### Als regisseur
- 2008: Protect You + Me. (korte film, regie en scenario)
- 2015: The Childhood of a Leader (speelfilmregiedebuut, scenario samen met Mona Fastvold, producer)
- 2018: Vox Lux (regie, scenario samen met Mona Fastvold)
- 2024: The Brutalist (regie, scenario samen met Mona Fastvold)